# جنگل کوچک (فیلم)
جنگل کوچک (به انگلیسی: Little Woods) فیلمی محصول سال ۲۰۱۸ و به کارگردانی نیا داکاستا است. در این فیلم بازیگرانی همچون لیلی جیمز، لوک کیربی، جیمز بج دیل، لنس ردیک، لوسی کریستیان ایفای نقش کرده‌اند.